# Аржаанский сумон
Аржаанский сумон, Сумон Аржаанский, Сумон Аржаан — административно-территориальная единица (сумон) и муниципальное образование со статусом сельского поселения в Пий-Хемском кожууне Тывы Российской Федерации.
Административный центр — село Аржаан.

## Население
| 2002 | 2017 | 2018 |
| ---- | ---- | ---- |
| 18   | ↗771 | ↗777 |

## Состав сумона
| № | Населённый пункт | Тип населённого пункта       | Население |
| - | ---------------- | ---------------------------- | --------- |
| 1 | Аржаан           | село, административный центр |           |
| 2 | Чкаловка         | село                         |           |